# Invalidenversicherung (Schweiz)
Die schweizerische Invalidenversicherung (IV) ist eine staatliche und obligatorische Sozialversicherung und bildet zusammen mit der Alters- und Hinterlassenenversicherung (AHV) und den Ergänzungsleistungen die erste – staatliche –  Säule des schweizerischen Dreisäulensystems. Ihr Ziel ist es, Versicherten bei Eintritt von Invalidität mittels Massnahmen zur Eingliederung in den Arbeitsmarkt oder finanzieller Leistungen die Existenzgrundlage zu sichern. Das Bundesgesetz über die Invalidenversicherung (IVG), das sich auf die Artikel 111 und 112 der Bundesverfassung stützt, enthält die gesetzlichen Grundlagen für die Invalidenversicherung.

## Entstehung und Geschichte
1925 lehnte das Schweizer Stimmvolk eine Volksinitiative für eine Invaliditäts-, Alters- und Hinterlassenenversicherung (AHV) ab, noch im selben Jahr stimmte es jedoch einem Bundesbeschluss betreffend die Alters-, Hinterlassenen- und Invalidenversicherung zu.
Auf den 1. Januar 1960 trat das Bundesgesetz über die Invalidenversicherung (IVG) in Kraft. Seither wurde es in den Jahren 1967, 1986, 1991, 2003, 2008 und 2011 in grösserem Umfang revidiert.
Die 5. IV-Revision schaffte die laufenden Zusatzrenten für verheiratete Rentenbezüger ab und führte neue Instrumente zur raschen und nachhaltigen Wiedereingliederung von arbeitsunfähigen Personen ein. Das Stimmvolk nahm sie in der Referendumsabstimmung vom 17. Juni 2007 an, und sie trat am 1. Januar 2008 in Kraft.
2008 beschlossen National- und Ständerat aufgrund der grossen finanziellen Probleme der IV eine Zusatzfinanzierung durch eine befristete MwSt-Erhöhung vor. Der Normalsatz der Mehrwertsteuer sollte, befristet von 2011 bis 2017, 8,0 %, der reduzierte Satz 2,5 % und der Sondersatz für Beherbergungsdienstleistungen 3,8 % betragen. Am 27. September 2009 stimmten Volk und Stände der entsprechenden Verfassungsänderung zu.
Das erste Massnahmenpaket der 6. IV-Revision (6a) trat teilweise am 1. Januar 2012, teilweise am 1. Januar 2014 in Kraft. Nach dem Konzept «Eingliederung vor Rente» wurde insbesondere ein Assistenzbeitrag zur Förderung einer selbstbestimmten und eigenverantwortlichen Lebensführung von Menschen mit einer Behinderung eingeführt. Zur nachhaltigen Konsolidierung und Entschuldung der IV hätte mit dem zweiten Massnahmenpaket (6b) ein umfassender Sanierungsplan abgeschlossen werden sollen. Die damit einhergehenden Sparmassnahmen sind jedoch politisch umstritten, und im Juni 2013 wurde die 6. IVG-Revision (6b) vom Parlament abgelehnt.

## Organisation
Das IVG ist ein Bundesgesetz, die Durchführung und der Vollzug obliegt jedoch den einzelnen Kantonen. Dafür hat jeder Kanton eine entsprechende IV-Stelle geschaffen (Art. 54 IVG). Aufgrund der kantonalen Praxis bei der Durchführung sowie infolge unterschiedlicher Ausnutzung des Ermessensspielraums beim Vollzug kann es im Einzelfall kantonale Unterschiede bei der Anspruchsberechtigung geben. Die Invalidenversicherung weist weitgehend die gleiche Struktur wie die AHV auf, mit der sie auch organisatorisch eng verbunden ist.

## Versicherte und Beiträge
Die Versicherungspflicht und die Beitragspflicht sind identisch mit jenen der AHV. Die Beitragshöhe beträgt 1,4 % des Lohnes, wobei mindestens die Hälfte vom Arbeitgeber übernommen wird.

## Leistungen

### Eingliederungsmassnahmen
Die IV hat den Auftrag, Invalide und von Invalidität bedrohte Personen wieder in den Arbeitsprozess einzugliedern. Dazu stehen ihr eine Reihe von Eingliederungsmassnahmen zur Verfügung. Dies können Umschulungen sein, aber auch Weiterbildungskurse, Einarbeitungszuschüsse, Berufspraktika oder Hilfsmittel. Der Anspruch hängt vom konkreten Einzelfall ab und von der Auswirkung der entsprechenden Massnahme auf die Erwerbsfähigkeit. Der OECD-Verantwortliche Christopher Prinz empfiehlt der Schweiz, den Zugang für Junge zu blockieren und für sie stattdessen «offensive Aktivierungsmodelle» anzubieten, um zu verhindern, dass Jugendliche mit 18 Jahren auf die lebenslange Rentenschiene kämen. Hintergrund ist der konstante Anstieg der Renten von 18–24-Jährigen im Gegensatz zu den gesamthaft sinkenden Zugängen.

### Renten
Eine Rente wird nur ausgerichtet, wenn nach Abschluss der Eingliederungsmassnahmen eine mindestens 40%ige Invalidität vorliegt (Art. 28 IVG). Der Invaliditätsgrad bemisst sich, indem das Einkommen ohne Invalidität (Valideneinkommen) mit dem Einkommen, das mit Invalidität nach Abschluss allfälliger Eingliederungsmassnahmen zumutbarerweise noch erzielt werden kann (Invalideneinkommen), verglichen wird. Das Invalideneinkommen stützt sich in der Regel auf Tabellenlöhne oder auf das tatsächlich erzielte Einkommen, das trotz der gesundheitlichen Einschränkung erzielt wird, sofern dieses der vom IV-Vertrauensarzt empfohlenen Tätigkeit mit Gesundheitsschaden entspricht. Die daraus resultierende Erwerbseinbusse in Prozent entspricht dem Invaliditätsgrad (100 × Erwerbseinbusse / Valideneinkommen = Invaliditätsgrad).
Bei Personen, die vor dem Eintritt der Invalidität nicht erwerbstätig waren, wird der Invaliditätsgrad aufgrund der Einschränkung im Haushalt ermittelt. Dazu ist eine Abklärung im Haushalt der versicherten Person notwendig, bei der die Abklärungsmitarbeiter der IV-Stellen den Aufgabenbereich, wie er vor Eintritt der Invalidität war, detailliert erheben. Aufgrund der Ergebnisse der Abklärung im Haushalt und einer vertrauensärztlichen Beurteilung des Berichts wird der Invaliditätsgrad festgelegt.
Bei teilerwerbstätigen Personen erfolgt die Bemessung des Invaliditätsgrads nach der sogenannt gemischten Methode. Dabei werden zwei Invaliditätsgrade errechnet. Einer für den Teil Erwerb und einer für den Teil Haushalt. Diese werden dann entsprechend ihrem Anteil miteinander verrechnet.

### Berechnung der IV-Rente
Die Höhe einer IV-Rente ist von drei Faktoren abhängig: vom Grad der Invalidität, von der Anzahl geleisteter Beitragsjahre und vom durchschnittlichen Jahreseinkommen. Die maximale IV-Rente beträgt 2370 Franken pro Monat (Stand: 1. Januar 2019). Bei einem Invaliditätsgrad von 40–49 % wird eine Viertelsrente, von 50–59 % eine halbe Rente, von 60–70 % eine Dreiviertelsrente und von 70–100 % eine ganze Rente ausgerichtet. Nachdem die IV-Stelle einen Invaliditätsgrad ermittelt hat, erfolgt die Berechnung und Auszahlung der Rente durch die AHV-Ausgleichskasse.
Bezüger von IV-Renten, die in der Schweiz wohnen und deren Rente zusammen mit anderen Versicherungsleistungen und einem allfälligen Erwerbseinkommen nicht für den Lebensunterhalt ausreicht, werden mit Ergänzungsleistungen unterstützt.

### Weitere Leistungen
Die IV finanziert auch Hilfsmittel, Hilflosenentschädigungen und medizinische Kosten durch Geburtsgebrechen wie zum Beispiel angeborene Herzfehler. Die medizinischen Kosten für Geburtsgebrechen werden nur übernommen, wenn sie in der Geburtsgebrechenverordnung (GgV) aufgeführt sind. Die Leistungen werden zudem nur bis zum Erreichen des 20. Lebensjahr ausgerichtet (Art. 13 IVG). Auch für Hilfsmittel gibt es eine entsprechende Verordnung (HVI) mit Anhang, in der die Anspruchsvoraussetzungen definiert werden und sämtliche Hilfsmittel aufgelistet sind. Diese werden leihweise oder zu Eigentum abgegeben. Die Dauer des Anspruchs ist nicht beschränkt solange die Voraussetzungen weiterhin erfüllt sind.

### Statistik zu den Leistungen
Die Invalidenversicherung zählte 2010 450'000 Leistungsbezüger (250'000 Männer und 200'000 Frauen). Von diesen hatten rund 420'000 ihren Wohnsitz in der Schweiz. 2010 wurden 280'000 Invalidenrenten ausbezahlt. Drei Viertel davon waren ganze IV-Renten. Im Jahr 2010 betrugen die Ausgaben der Invalidenversicherung 9,2 Milliarden Franken und die Einnahmen 8,2 Milliarden Franken, was einen Fehlbetrag von 1,0 Milliarden Franken ergibt. Hauptursache für die IV-Renten waren Krankheiten (191'000 Personen) sowie Geburtsgebrechen (29'000) und Unfälle (21'000).

## Finanzierung
Die Finanzierung erfolgt hauptsächlich über einkommensabhängige Beiträge der Versicherten. Weitere Finanzierungsquellen sind Beiträge des Bundes, Einnahmen aus der Alkohol- und Tabaksteuer, der Mehrwertsteuer und Erträge aus der Spielbankenabgabe.